# جامع بكر أفندي
جامع بكر أفندي، وهو أحد مساجد العراق القديمة والتاريخية التي تقع في مدينة الموصل ولقد بناه يونس بن عبد الدائم بن الملا حسن الراوي الرفاعي سنة 1207 هـ/1792م، ولا زال هذا الجامع التاريخي قائما لحد الآن.
وقد ضم فناء الجامع مدرسة دينية ضمت فيها عددا كبيرا من طلاب العلم لدراسة القراءات القرآنية وعلوم القرآن، والعلوم العقلية والنقلية، وقد انتهى عمل هذه المدرسة وأغلقت قبل حوالي الثمانين سنة. كما تم افتتاح مكتب للرابطة العالمية الإسلامية للقراء والمجودين في محافظة نينوى في الجامع نفسه، وذلك بأمر من الشيخ علاء الدين القيسي، إذ يقوم المكتب بتصديق الإجازات الشرعية العلمية للقراء، واقامة دورات تعليم علم التجويد وعلوم القرآن والقراءآت، ويضم جامع بكر أفندي مقرا للجنة الخيرات المشرفة على تقديم المساعدات لعوائل المساكين والأيتام وطلاب العلم والفقراء.
ويشغل منصب الإمامة فيهِ الدكتور الشيخ عمر أكرم الملا يوسف، وكذلك المهندس نزار النقيب.